# بند قراء
بند قراء به گویش کوهسرخی: بَندِ قَرَ نام روستایی تاریخی در بخش بررود شهرستان کوهسرخ استان خراسان رضوی است. این روستا در مرز بین دو شهرستان بردسکن و کوهسرخ قرار دارد. بر اساس سرشماری سال ۱۳۸۵ جمعیت آن ۵۵۶ نفر (۱۶۴ خانوار) بوده است.

## اماکن تاریخی، آثار باستانی و جهانگردی

### آثار ثبت‌شده
| ردیف | نام اثر       | نگاره | دیرینگی    | موقعیت                                                                              | شماره ثبت ملی | تاریخ ثبت     | منبع  |
| ---- | ------------- | ----- | ---------- | ----------------------------------------------------------------------------------- | ------------- | ------------- | ----- |
| ۱    | حمام بند قراء |       | دوره قاجار | روستای بند قراء ۳۵°۳۰′۲۲٫۱″ شمالی ۵۸°۱۲′۴۳٫۷″ شرقی / ۳۵٫۵۰۶۱۳۹°شمالی ۵۸٫۲۱۲۱۳۹°شرقی | ۱۳۱۸۳         | ۲۲ مرداد ۱۳۸۴ | [ ۲ ] |

### دیگر آثار
- یخچال طبیعی بند قراء